# Продукт с истёкшим сроком службы
Продукт с истекшим сроком службы (продукт EOL, англ. End-of-life product) — это продукт, находящийся в конце жизненного цикла продукта, который не позволяет пользователям получать обновления, указывая на то, что срок полезного использования продукта подходит к концу (с точки зрения поставщика).
На этом этапе поставщик прекращает маркетинг, продажу или предоставление деталей, услуг или обновлений программного обеспечения для продукта. Поставщик может просто намереваться ограничить или прекратить поддержку продукта. В конкретном случае продажи продукта поставщик может использовать более конкретный термин «конец продажи» (англ. end-of-sale, EOS).
Все пользователи могут по-прежнему получать доступ к продуктам, снятым с производства, но не могут получать обновления безопасности и техническую поддержку. Срок после последней даты производства зависит от продукта и относится к ожидаемому сроку службы продукта с точки зрения клиента. Различные примеры продолжительности жизни включают игрушки из сетей быстрого питания (недели или месяцы), мобильные телефоны (3 года) и автомобили (10 лет).

## Поддержка продукта
Поддержка продуктов с истёкшим сроком службы зависит от конкретного продукта и поставщика. Для оборудования с ожидаемым сроком службы 10 лет после окончания производства поддержка включает запасные части, техническую поддержку и обслуживание. Срок службы запасных частей определяется ценой из-за увеличения производственных затрат, поскольку крупные производственные площадки часто закрываются, когда заканчивается серийное производство. Производители также могут продолжать предлагать детали и услуги, даже если это невыгодно, чтобы продемонстрировать добросовестность и сохранить репутацию надежного поставщика. Минимальный срок службы также предписывается законом для некоторых продуктов в некоторых юрисдикциях. В качестве альтернативы некоторые производители могут прекратить обслуживание продукта, чтобы заставить клиентов перейти на более новые продукты.

## В вычислительной технике
В сфере вычислительной техники концепция окончания срока службы имеет большое значение при производстве, возможности поддержки и покупке программных и аппаратных продуктов.
Например, Microsoft объявила 30 июня 2006 г. датой окончания срока службы Windows 98. Программное обеспечение, выпущенное корпорацией после этой даты, может не работать на этой операционной системе.
Например, продукт Microsoft Office 2007 (выпущенный 30 ноября 2006 г.) нельзя установить в Windows Me или любых предыдущих версиях Windows. В зависимости от поставщика окончание срока службы может отличаться от окончания срока службы, которое имеет дополнительное отличие, заключающееся в том, что поставщик систем или программного обеспечения больше не будет предоставлять техническое обслуживание, устранение неполадок или другую поддержку.
Такое программное обеспечение, от которого отказались первоначальные разработчики с точки зрения обслуживания, также называется заброшенным ПО. Иногда поставщики программного обеспечения передают программное обеспечение по окончании срока службы, продажи или обслуживания сообществу пользователей, чтобы они могли сами предоставлять услуги и дальнейшие обновления. Яркими примерами таких действий являются веб-браузер Netscape Communicator, выпущенный в 1998 году компанией Netscape Communications под общедоступной лицензией с открытым исходным кодом и офисный пакет StarOffice, выпущенный Sun Microsystems в октябре 2000 года под названием OpenOffice.org (LibreOffice является форком этого ПО).
Иногда сообщества программного обеспечения продолжают поддержку после окончания официальной поддержки даже без одобрения исходного разработчика.
Такие разработки называются неофициальными исправлениями или патчами. Они существуют, например, для Windows 98 или многих компьютерных игр.